# Kjell Göran Hedberg
Kjell Göran Hedberg, född 15 augusti 1944, död 10 oktober 2007, är en fiktiv korrumperad polis, rånare och mördare i Leif G.W. Perssons kriminalromaner. Kjell Göran Hedberg debuterade som antagonist i romanen Grisfesten från 1978. 
I böckerna framkommer det att Hedberg är ogift, men har en syster vid namn Birgitta. Hedberg skall även ha gjort värnplikten vid Vaxholms kustartilleriregemente (KA 1). I slutet av romanen Faller fritt som i en dröm mördas Hedberg genom en fingerad olycka i sin båt av Åke Persson, en pensionerad kommissarie vid Säpo.

## Filmer och TV-serier
- 1984 - Mannen från Mallorca (spelad av Rico Rönnbäck)
- 2013 - En pilgrims död (spelad av Ulf Friberg)